# Port lotniczy El Trompillo
Port lotniczy El Trompillo – port lotniczy zlokalizowany w boliwijskim mieście Santa Cruz.

## Linie lotnicze i połączenia
- Aerocon (Riberalta Rurrenabaque, Trinidad)
- Aeroeste (Cochabamba, La Paz)
- AeroSur (La Paz, Sucre)
- Amaszonas (La Paz, Riberalta, Rurrenabaque, Trinidad)
- Transporte Aéreo Militar (Cochabamba, La Paz)